# Jung Seung-gi
Jung Seung-gi (Paju, 17 maart 1999) is een Zuid-Koreaans skeletonracer.

## Carrière
Jung maakte zijn wereldbekerdebuut in het seizoen 2019/20 waar hij meteen als junior 12e werd. In het volgende seizoen deed hij een stapje terug om verder te groeien.
Hij nam in 2019 voor het eerst deel aan het wereldkampioenschap waar hij meteen een top tien plaats wist te behalen, hij werd negende. In 2020 nam hij opnieuw deel en werd 16e. In 2021 nam hij opnieuw deel aan het wereldkampioenschap waar hij twintigste werd.
In 2016 nam hij deel aan de Olympische Jeugdspelen waar hij 8e werd. Hij nam in 2022 deel aan de Olympische Spelen waar hij een tiende plaats behaalde.

## Resultaten

### Olympische Spelen
| Jaar | Plaats | Resultaat |
| ---- | ------ | --------- |
| 2022 | Peking | 10e       |

### Wereldkampioenschappen
| Jaar | Plaats    | Resultaat       |
| ---- | --------- | --------------- |
| 2019 | Whistler  | 9e Individueel  |
| 2020 | Altenberg | 16e Individueel |
| 2021 | Altenberg | 20e Individueel |

### Wereldbeker
Eindklasseringen
| Seizoen   | Rang |
| --------- | ---- |
| 2019/2020 | 12e  |
| 2020/2021 | 21e  |
| 2021/2022 | 9e   |
| 2022/2023 | 4e   |